# 八氢吲嗪
八氢吲嗪是一种有机化合物，化学式为C8H15N。它可由六氢吲嗪酮经氢化铝锂还原得到，或由2-羟丙基吡啶和氢气在镍催化下反应制得。